# Тетнулди
Тетнулди (на грузински: თეთნულდი) е открояващ се връх в централната част на Голям Кавказ, разположен в региона Сванетия в Грузия. Според повечето източници Тетнулди е 10-ият по височина връх на Кавказ. Склоновете му, като цяло, са заледени над 3000 метровата линия. Най-големият ледник при върха се нарича Адиши.
Има различни източници за височината на върха, като най-често се цитира височината от 4858 m.
За първи път е изкачен от Дъглас Фрешфийлд през 1896 г. Първото изкачване на северната стена е завършено от Майкъл С. Тейлър и Джон Р. Дженкинс.
По време на зимния сезон през 2015 – 2016 е открит нов ски курорт в подножието на върха.